# Almazán
Almazán község Soriában spanyolországi Kasztília és León autonóm tartományban.
Lakossága a 2006-os népszámlálás adatai alapján 5.727 fő, területe pedig 166,53 km².

## Látnivalói
- Iglesia de San Miguel

## Népesség
A település lakosságának változását az alábbi diagram mutatja:
| Lakosok száma | 5787 | 5755 | 5823 | 6006 | 5861 | 5744 | 5526 | 5489 | 5438 | 5476 |
|               | 2001 | 2004 | 2007 | 2009 | 2012 | 2014 | 2017 | 2019 | 2022 | 2024 |

## Fordítás
- Ez a szócikk részben vagy egészben  az   Almazán című spanyol Wikipédia-szócikk fordításán alapul.  Az eredeti cikk szerkesztőit annak laptörténete sorolja fel. Ez a jelzés csupán a megfogalmazás eredetét és a szerzői jogokat jelzi, nem szolgál a cikkben szereplő információk forrásmegjelöléseként.